# Den enskilde medborgaren
Den enskilde medborgaren är en svensk komedifilm från 2006 av Claes Eriksson. Den hade premiär den 1 september 2006. I rollerna ses bland andra Galenskaparna och After Shave, men filmen lanseras som en film av Claes Eriksson.
Filmen har underrubriken Hundra Ollar för en Stig, och handlar om giriga chefer och pengabegär. Skandiaaffären är en historia som inspirerat Claes Eriksson i skrivandet av filmens manus och filmen handlar om försäkringsbolaget ODEN.
Den enskilde medborgaren är den senaste av Claes Erikssons filmer med Galenskaparna och After Shave. En stor skillnad mellan den här filmen och de andra av Claes Eriksson är att ingen av de som ingår i Galenskaparna och After Shave har huvudrollen. Istället spelas den av Örjan Ramberg.

## Handling
Den enskilde medborgaren handlar om försäkringsbolaget ODEN där VD:n Stig Roxby (Örjan Ramberg) på eget initiativ lyft bonustaket och på så sätt kostat företaget runt fyra miljarder kronor, och där han själv kunde bestämma att alla direktörerna skulle få flera hundra miljoner kronor i bonus utöver de hundra miljoner kronorna de redan hade. Och detta upprör både media och svenska folket. Några av direktörerna funderar på att betala tillbaka en del av pengarna för att gottgöra sitt misstag, men Stig Roxby vill komma ur situationen och samtidigt behålla både jobbet och alla pengarna eftersom han anser att han inte gjort något fel.
Stig Roxbys dotter Viveka, som spelas av Sofia Pekkari, går på en skola där bröderna Olle (Claes Eriksson) och Morgan (Anders Eriksson) jobbar som etik- respektive musiklärare. Morgan träffar kvinnan i sitt liv på banken via ett banklån, hon visar sig vara Vivekas mamma Marianne (Susanne Otto) - Stig Roxbys exfru.
Viveka tycker att hennes pappas affärer och idéer om att tjäna miljarder och att hon får 12 000 i månadspeng är äckligt.
Bröderna Olle och Morgan försöker få ODEN:s chefer att betala tillbaka sina bonusar. Och efter att Morgan besökt Stig under alias Den enskilde medborgaren, och efter att journalister börjat ringa, och efter Morgans lilla skämt med skylten på fasaden, mejlet och lådan på Stig Roxbys bord - som Stig Roxby direkt hävdar är en bomb eftersom han tror att Den enskilde medborgaren är en oerhört och extremt farlig terroristgrupp - så slutar direktörerna en efter en på ODEN tills bara Stig Roxby står ensam kvar.

## Skådespelarna och rollerna
Galenskaparna och After Shave:
- Claes Eriksson: Olle Bergström, etiklärare. Morgans bror.
- Anders Eriksson: Morgan Bergström, musiklärare. Olles bror.
- Kerstin Granlund: Barbro Bergström, Olles fru.
- Per Fritzell: Kjell Götesson, direktör på ODEN.
- Jan Rippe: John-Vilhelm Ritz, direktör på ODEN.
- Knut Agnred: Frank Malvin, direktör på ODEN.

Förutom Galenskaparna och After Shave medverkar skådespelare som:
- Ingvar Hirdwall: Gunnar Bergström, Morgans och Olles pappa.
- Birgitta Andersson: Majken Bergström, Morgans och Olles mamma.
- Fredrik Ohlsson: Ervin Lindell, Barbros pappa.
- Margreth Weivers: Tora Lindell, Barbros mamma.
- Björn Granath: Allan Dalman, direktör på ODEN.
- Krister Henriksson: Jack Börjesson, ODEN:s styrelseordförande.
- Örjan Ramberg: Stig Roxby, VD på ODEN.
- Sofia Pekkari: Viveka Nilsson, Stig Roxbys dotter.
- Susanne Otto: Marianne Nilsson, Stig Roxbys fd. fru, Vivekas mamma och Morgans nya flickvän.
- Dan Ekborg: Tobias Stenström, advokat åt Stig Roxby och direktörerna på ODEN.
- Rachel Mohlin: Judith Simonsson, Stig Roxbys sekreterare.
- Inger Hayman: Britta, granne till Olle och Barbro.
- Thomas Hedengran: Väktare.
- Per Andersson: Reklamutdelare.